# بارايبا
بارايبا واحدة من الولايات السبع والعشرين البرازيلية وتقع في شمال شرق البرازيل يحدها من الشمال ولاية ريو غراندي دو نورتي والمحيط الاطلنطي شرقا وولاية بيرنامبوكو من الجنوب وولاية سيارا من الغرب، عاصمتها جواو بيسوا، وأهم المدن في الولاية : كامبينا غراندي، سانتا ريتا، باتوس، سووزا، غوارابيرا.

## أعلام
- فرناندو بيلار